# 三自一包

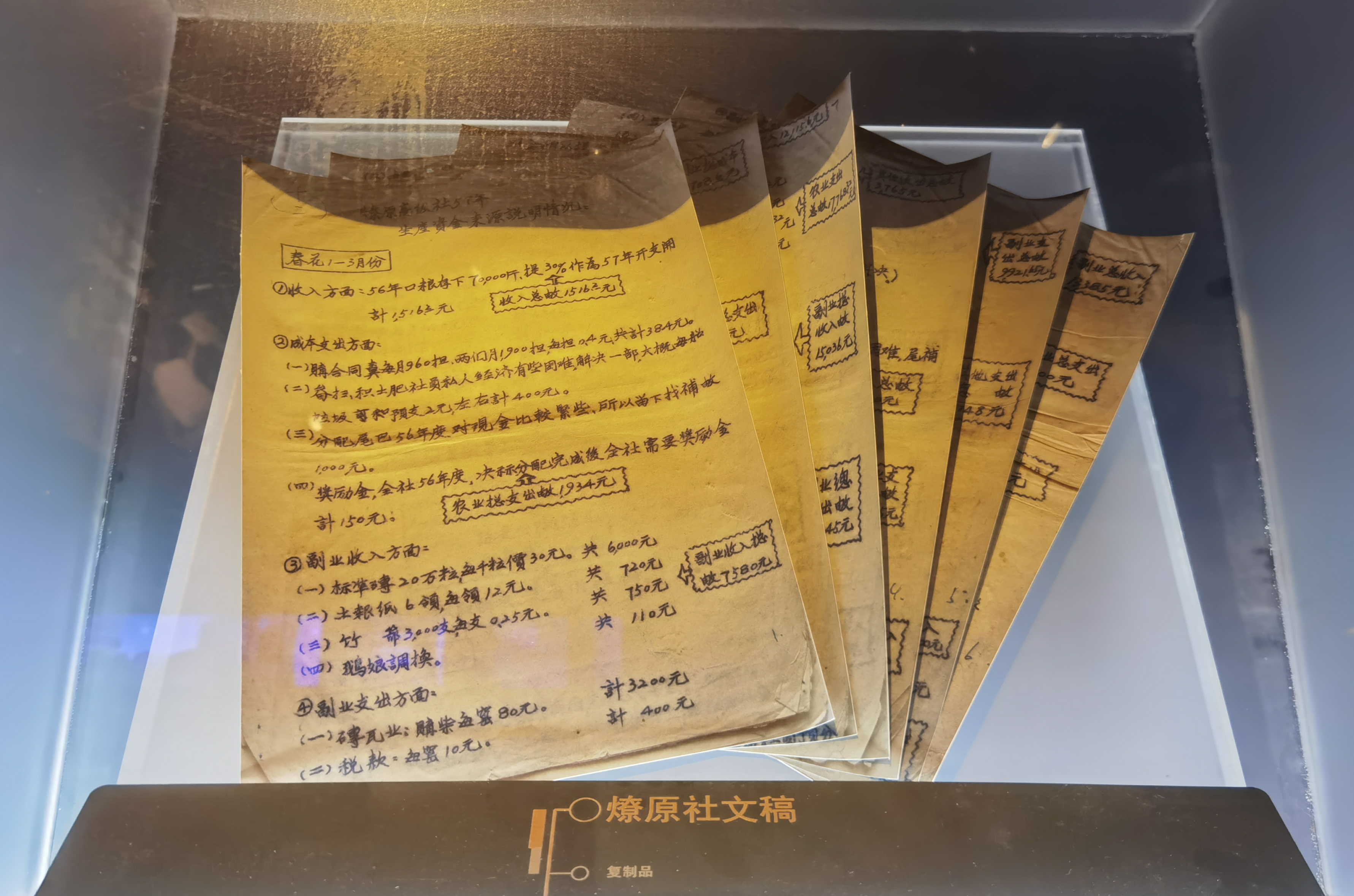
1956年浙江省温州市永嘉县燎原社“包产到户”档案（复制品）。永嘉县被认为是包产到户的发源地。

三自一包，是指中华人民共和国于1960年-1962年间进行国民经济调整时，所提出的农村经济政策。三自一包萌芽于1950年代中后期，其中“三自”指自留地、自由市场及自负盈亏，而“一包”是指包产到户。该政策的目的是缓解“大跃进”、“人民公社化运动”等造成的全国性大饥荒，恢复农业生产、改善农民生存条件。三自一包获得了刘少奇、邓小平、陈云、邓子恢等中央高层的支持，但遭到毛泽东等人的反对。改革开放后，三自一包成为家庭联产承包责任制改革的重要借鉴。

## 历史

### 起源及发展
三自一包最初萌发于1950年代中后期。1956年，广东、四川、湖北、浙江的部分农村地区先后出现“包产到户责任制”。此后，1959-1961年间，“大跃进”、“人民公社化运动”等导致中国大陆经历三年困难时期，数千万人死于大饥荒；对此，安徽、广西等地进行了包产到户、“责任田”等改革试验，成功调动了农民的生产积极性，效果显著。
1961年，时任安徽省委第一书记曾希圣等人决定在省内推行责任田制度，曾获得中共中央主席毛泽东的一定支持，而当年对安徽省内36个县的调查显示平均的产量比上年增加了38.9%。1961年12月，曾希圣到江苏无锡向毛泽东汇报工作，毛问曾：“有了以生产队为基本核算单位，是否还要搞责任田？”以及“生产开始恢复了，是否把这个办法变过来？” 曾回答毛说：“群众刚刚尝到甜头，是否让群众再搞一段时间？” 1962年初的七千人大会上，曾希圣遭毛泽东批判是在搞资本主义、修正主义，被免职并调离安徽。

### 推广及终止

从左到右：朱德、周恩来、刘少奇、邓小平、毛泽东（1962年7月）

但三自一包政策获得了时任中華人民共和國主席刘少奇、中央书记处总书记邓小平、中华人民共和国国务院副总理陈云等中央高层一定程度的支持。在包产到户的试验中，时任国务院副总理邓子恢亦扮演了重要角色。1962年5月，主管农业的邓子恢向刘少奇反映，安徽省实行包产到户效果很好，建议在安徽继续实行，并向外省推广，刘少奇表示支持。刘少奇曾说，应该起草一个文件，全国推开。1962年年中，邓小平对三自一包的“包产到户”表示支持，并引用谚语“不管黄猫黑猫，捉到老鼠就是好猫”，“猫论”出台。而陈云不仅向刘少奇建议实行包产到户，还主张让农民分田单干，认为“邓子恢包产到户不彻底，要分田到户”，1962年7月初他还曾专门面见毛泽东建议推广。刘少奇表示，凡是有利于提高农民生产热情的手段，都可采用。全中国大陆大约有20%的生产队，陆续实行了包产到户。
另一方面，1962年夏，在北京中南海游泳池畔，毛泽东与刘少奇第一次发生直接冲突，毛泽东质问刘少奇为什么不顶住邓子恢、陈云等人的“右倾”举动，当面斥责道：“你急什么？压不住阵脚了？为什么不顶住？”、“三面红旗也否了，地也分了，你顶不住？我死了以后怎么办！” 刘少奇回答：“饿死这么多人，历史要写上你我的，人相食，要上书的！” 自1962年8月的北戴河会议起，毛泽东明确反对这项“三自一包”政策，将陈云、邓子恢等支持的包产到户批评为所谓“单干风”，邓子恢遭批判降职。在同年9月召开的中共八届十中全会上，毛泽东强调阶级斗争要“年年讲，月月讲，日日讲”。 

## 后续

### 文化大革命前后

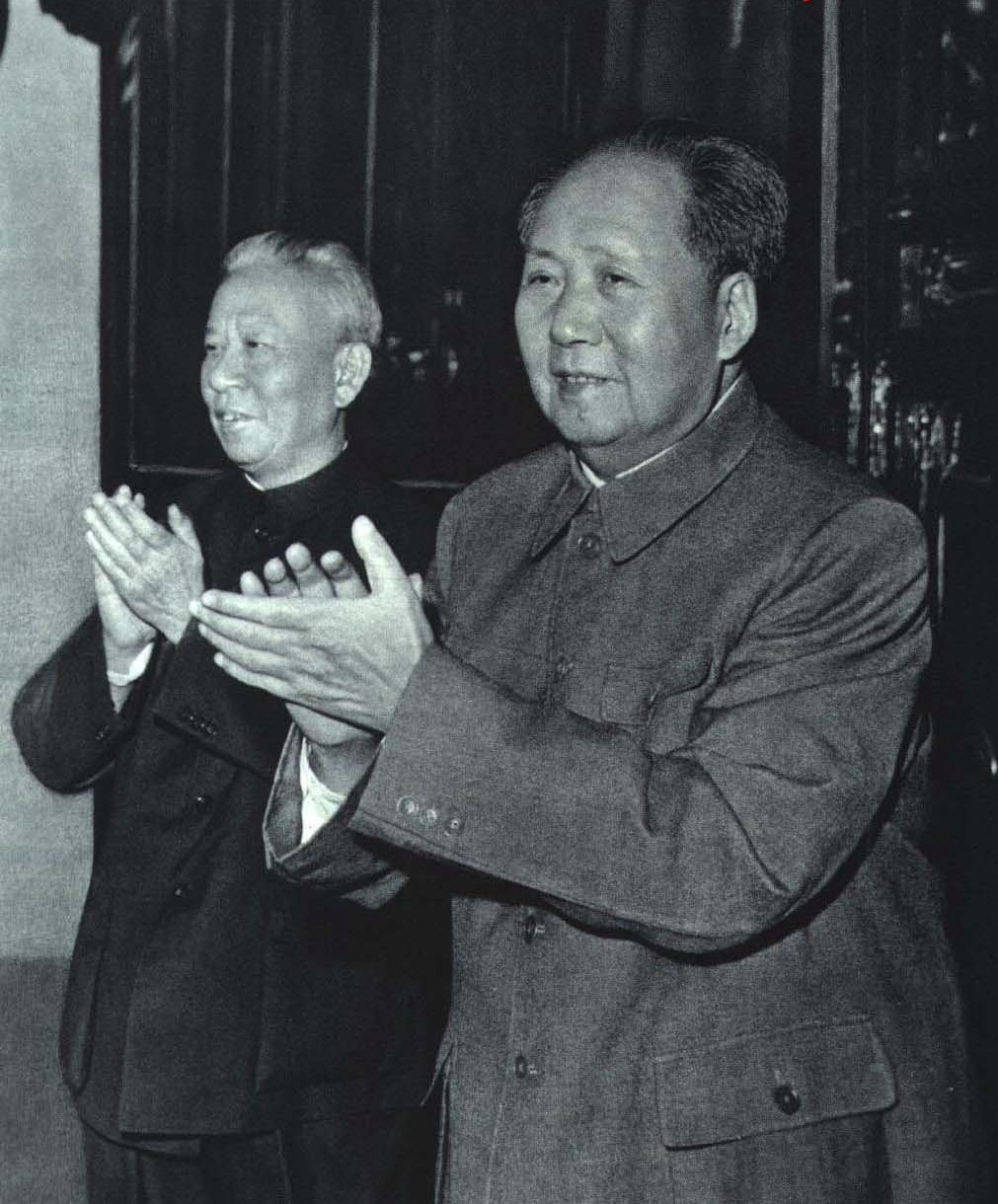
毛泽东与刘少奇在中华人民共和国国庆15周年庆典上（1964年）

1963年春夏，毛泽东发动的“四清运动”正式展开。他于5月在杭州的一次会议上作了《关于农村社会主义教育等问题的指示》的讲话，其中提到“资产阶级右派和中农分子把希望寄托在自留地、自由市场、自负盈亏和包产到户，这‘三自一包’上面。我们搞社会主义革命，在城市搞‘五反’，在农村搞‘四清’，就是挖资产阶级的社会基础，挖资本主义的根子，挖修正主义的根子。” 1964年2月，在接见朝鲜领导人金日成等外宾时，毛泽东提到：
1962年上半年，我们党内有些人在国内主张“三自一包”，目的是要解散社会主义的集体经济，要搞垮社会主义制度。“三和一少”是他们的国际纲领，“三自一包”是他们的国内纲领。这些人中有中央委员、书记处书记，还有副总理。除此以外，每个部都有，每个省都有，支部书记里更多。夏季我们开了工作会议、中央全会，把这些问题都抖落出来了。
同年3月，毛泽东在听取汇报时插话，“一九六二年，又闹不讲阶级、不讲阶级斗争，各部门可不稳呢！邓子恢要搞‘包产到户’。王稼祥过去从来是有病，那半年没有病了，就是要‘三和一少’。可积极哩！... 那时他们在国际上是要搞‘三和一少’，在国内是要搞‘三自一包’。”
文化大革命期间（1966-1976年），“三自一包”成为刘少奇在“走资本主义道路”的“罪状”，刘少奇于1969年被迫害致死。与此同时，作为文革时期党内的“第二号走资派”，邓小平此前支持包产到户的“猫论”则成为他的“十大罪状”之一，他也被长期批斗迫害。

### 改革开放前后
1977年，邓小平第三次复出重返政坛，与胡耀邦等人主导了拨乱反正，后于1978年底的中共十一届三中全会上正式启动了改革开放。改革开放时期，“三自一包”政策成为农村经济改革的借鉴之一，与家庭联产承包责任制有紧密联系，并在一定程度上为家庭承包制的改革奠定了群众基础和干部储备。1980年，刘少奇获得中共官方彻底平反。1993年，家庭联产承包责任制被写入《中华人民共和国宪法》。